# ビューティフル・ドリーマー (鳴海杏子の曲)
「ビューティフル・ドリーマー」は、 鳴海杏子の楽曲。ENA☆が作詞、奥井康介が作曲を手掛け、テレビアニメ『世界でいちばん強くなりたい!』のオープニングテーマに起用された。鳴海曰く「疾走感のあるかっこいい曲」に仕上がっている。
鳴海のデビューシングルとして2013年11月6日にアース・スター レコードから発売された。通常盤（ESER-5）とアニメ絵柄バージョン（ESER-6）の2種リリースで、通常盤には本曲のPVを収めたDVDが同梱されている。

## シングル収録内容
CD
1. ビューティフル・ドリーマー [4:23]
  - 作詞： ENA☆、作曲： 奥井康介、編曲：中山真斗
  - テレビアニメ『世界でいちばん強くなりたい!』オープニングテーマ
2. 空色モノローグ [4:53]
  - 作詞： 稲葉エミ、作曲： 大井翔平、編曲：yamazo
  - テレビアニメ『世界でいちばん強くなりたい!』第8話エンディングテーマ
3. ビューティフル・ドリーマー (Instrumental) [4:23]
4. 空色モノローグ (Instrumental) [4:53]

DVD（通常盤のみ）
1. 『ビューティフル・ドリーマー』 ミュージッククリップ

## 収録アルバム
| 曲名                       | 収録アルバム                     | 発売日        |
| -------------------------- | -------------------------------- | ------------- |
| ビューティフル・ドリーマー | 『アース・スター レコード BEST』 | 2016年3月30日 |
| 空色モノローグ             | 『アース・スター レコード BEST』 | 2016年3月30日 |